# Ложбан
Ложбан (IPA изговор: //, званично пуно име Lojban: a realization of Loglan) вештачки направљен језик којег је креирала Група за логичке језике (Logical Language Group) 1987. а који се базира на ранијем пројекту Loglan у намери да истражи питања везана за природу људског језика и односа језика и мишљења. Његов је ISO 639 језички код jbo.
Ложбан је сачињен да подржи и да изрази јесну и логички једнозначну мисао. Наиме његова граматика је толико логична да се може употребити и као програм који се уноси ради контроле структуре програмских језика. Ипак, овај језик није намењен за компјутерску употребу већ као језик за непосредно споразумевање међу људима. 
За разлико од есперанта или интерлингве ложбан не претендује да постане међународни помоћни језик, већ да игра ролу у лингвистичким истраживањима.
Познаваоци језика ложбан истичу да је он погоднији као језички мост или посредник у компјутерском превођењу од других плански конструисаних језика, који се могу употребљавати у изражавању људске мисли, или се већ употребљавају у ту сврху, као нпр. есперанто или интерлингва.

## Историја
Овај језик потиче од језика логлан a креиран је од стране Џејмс Кук Брауна (James Cooke Brown) 1955. Чланак о логлану објављен је у Америчком часопису, Scientific American. Између 1982-1984. год. Дошло је до неспоразума између Др. Бровн-а и неколико логлан-поклоника – не прво о карактеристикама језика, већ о томе како организовати рад у Логлан Институту; како би ми рекли: „због лоших међусобних односа“. Свађе су трајале, и Бравн истиче своја ауторска права на језик „логлан“ тако да га нико ван његове групе не сме употребљавати.
Затим 1987. неколико „логланиста“ на челу са Бобом Лешевалијеом (Bob Lechevalier) напуштају Институт и објављује нови језик језик на бази логлана, али који је ипак био довољно различит (пре свега у лексичком смислу) да би био ауторски независан од логлана. Тако да су увези тог пројекта основали Групу за логички језик (LLG), која се стара о даљем развитку језика кога ју назвали „Ложбан“.
У прво време, само су се лексичке основе (коренови речи) били различити код „логлана“ и „ложбана“, али су кроз време две групе наставиле да развијају пројекте у сасвим различитим правцима.

## Ложбанци
Неколико десетина данас може течно читати ложбан-текстове, али мање од половине њих може течно да се изражава на том језику. Око 25% од њих говори есперанто, и вероватно преко 90% енглески, али међу њима има и неколико Руса и Француза који не владају енглеским језиком.
Теоријски гледано, језик је веома једноставан, али практично је веома егзотичан да би био лак за учење, јер логика и једноставност нису подударне ствари. Експерименти са ложбаном и логланом показали су да људска мисао, ма да тежи логици, не користи је претерано радо у језичком изражавању.
На крају ложбан и логлан нису једини строго логички плански језици. Између многиих постоје још и ови језички пројекти: AllNoun, Ceqli, CycL, Danoven, guaspi, Liva, Malat и Voksigid.

## Изговор
Алфабет ложбана има 26 слова: ',. ; али они, иако се састоје од латиничних слова али немају слова h q w. Алфабет поредак је интернационалан – исти као и распоред карактера код ASCII. 
Акцент речи је на предзадњем слогу. Код страних имена акценти се посебно означавају великим словом. Осим те употребе велика слова нису у употреби. Језичка фраза је течна.
Примери: "creka" ['ʃreka], "lalxu" ['lalxu]

### Синтакса
Ложбан имитира предикат-логику, више но што је то случај у познатим језицима. Он уобичајава да упакује значења у терминима граматике људског језика или логике, већ у сопствене ложбан-термине: bridi (граматички: фраза, логички мањевише: предикат, selbri је глагол, у значењу именичног предиката... и сл.
Језик различито употребљава глаголе, именице и остале:
1. Петар туче Павла.
2. Петар је павлов отац.

Ложбан ове две фразе граматички изједначује: узима сличне глаголе као „тући“ и „бити нечији отац“, као да кажу „петар туче павла“ и „петар постаје отац („очава“) павла“.

## Дискусионе групе
- lojban Архивирано на веб-сајту  (30. новембар 2004) – енглески и на ложбану, почетници су пожељни и добродошли,
- jbosnu Архивирано на веб-сајту  (5. фебруар 2005) – на ложбану,
- lojban-java Архивирано на веб-сајту  (23. април 2005) – Јава програм за курсисте.